# Arthur Phillips
Arthur Phillips (Minneapolis, 23 aprile 1969) è uno scrittore statunitense.
Durante la sua vita è stato anche un attore (da bambino), un musicista jazz, uno scrittore di discorsi e un piccolo imprenditore. Ha frequentato Harvard (1986-1990) e la Berklee College of Music e ha vissuto in varie città del mondo, tra cui Budapest (1990-92), Parigi (2001-03) e, attualmente, New York.
Il suo primo libro pubblicato è stato Praga nel 2002, romanzo per il quale ha ricevuto nel 2003 il The Los Angeles Times/Art Seidenbaum Award for Best First Fiction.
A questo sono seguiti L'archeologo (2004) (suo primo libro pubblicato in Italia) e Angelica (2007).

## Opere
- Praga (Prague) - 2002
- L'archeologo (The Egyptologist) - 2004
- Angelica (Angelica) - 2007
- Il re ai confini del mondo ("The king at the Edge of the World") - 2022